# 東條輝雄
東條 輝雄（とうじょう てるお、1914年（大正3年）9月23日 - 2012年（平成24年）11月9日）は、昭和期の日本の航空技術者、実業家。

## 来歴・人物
陸軍大将・第40代内閣総理大臣：東條英機の次男として東京府東京市（現東京都）にて出生。東京府立第六中学校、旧制福岡高等学校を卒業。当初は数学が好きなので数学の先生になることを考え、大学受験時に父に相談すると、飛行機を勧められ、航空学科を選択した。1937年（昭和12年）3月、東京帝国大学工学部航空学科を卒業。同期は高山捷一、内藤子生、渋谷巌などで「花の十二年組」と呼ばれた。三菱重工業に入社し、名古屋航空機製作所に勤務。ゼロ戦の設計チームに配属され、強度計算を担当した。その後、様々な機種の基本計画の作成のほか、爆撃機などの陸軍の大型機を担当し、四式重爆撃機「飛龍」やキ97試作中型輸送機の設計などをした。

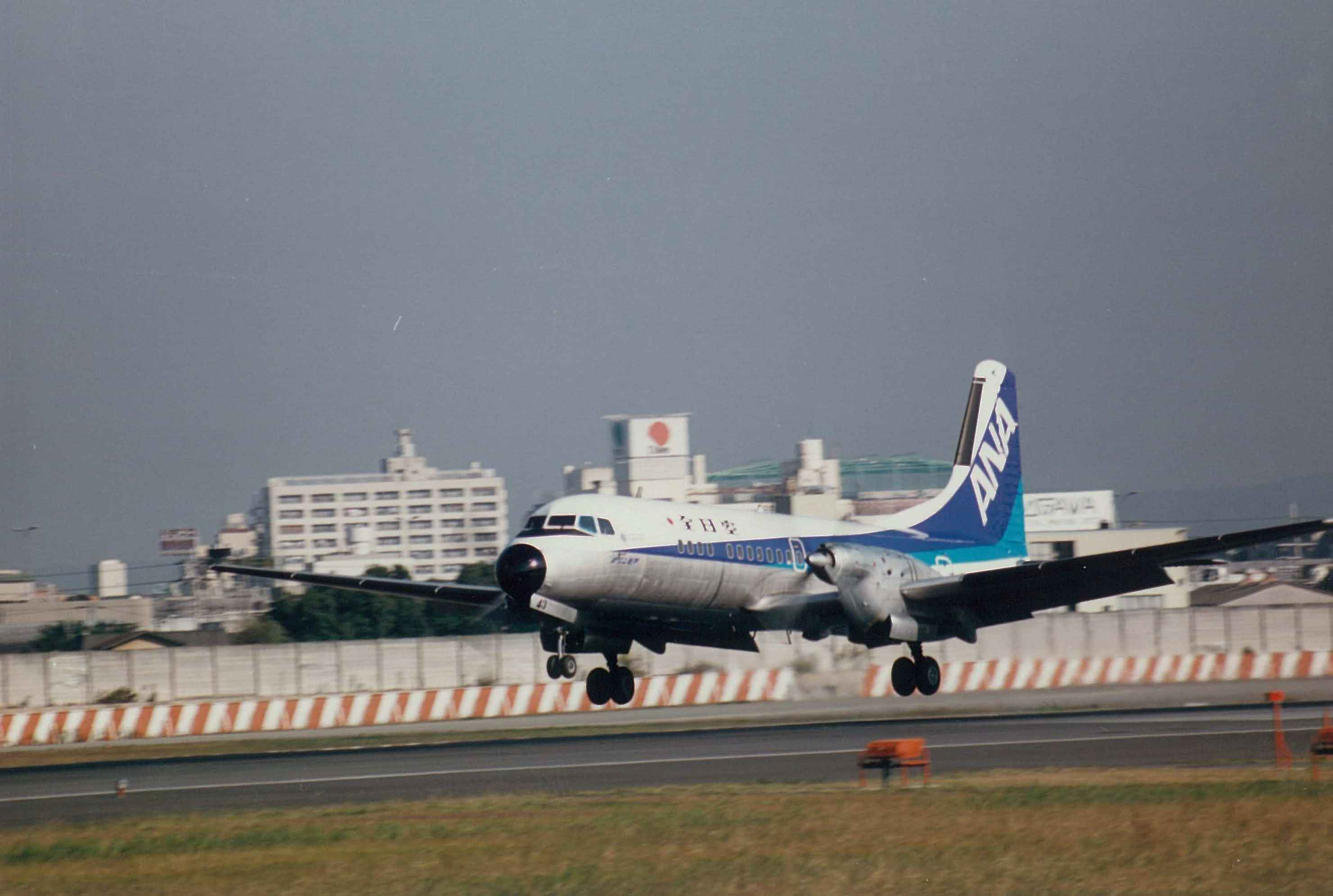
伊丹空港に着陸するYS-11

第二次世界大戦敗戦後、航空機の研究・設計・製造の全面禁止で閑職となり、水島工場にて自動車の設計を担当する。航空禁止令の一部解除後、日本航空機製造に出向してYS-11やC-1輸送機の開発のリーダーを務める。三菱重工業に戻り、名古屋航空機製作所の所長となり、副社長に昇進し、MU-2、MU-300など自社開発事業の指揮やボーイングとの共同開発事業YX/B767を立ち上げた。日本の航空機産業全体を束ねる人物として見られていた。
1981年（昭和56年）から三菱自動車工業社長、同社会長、同社相談役等を歴任した。社長になった翌年、三菱・パジェロが発売されている。2003年（平成15年）に日本航空協会から「航空機工業界の要職にあってYS-11を始めとする航空航空宇宙分野の技術開発に尽力されました。」として航空亀齢賞を授与されている。
2012年（平成24年）11月9日、老衰のために逝去した。98歳没。

## 親族
- 弟 東條敏夫（空将補）
- 義父 冨永信政（陸軍大将）